# Ader Avion III
El Ader Avion III, también llamado Aquilón o Eolo III es un avión experimental monoplano, diseñado entre 1891 y 1897 por el inventor francés Clément Ader, uno de los padres de la aviación. El modelo original Éole (avión)/Ader Avion I se considera en la historia de la aviación como el primer vuelo en 1890: el primer aerodino motorizado más pesado que el aire capaz de levantarse de un suelo plano por la fuerza de su único motor.

## Historia
Clément Ader dedicó gran parte de su vida a cumplir su sueño de niño: volar un avión autopropulsado más pesado que el aire.

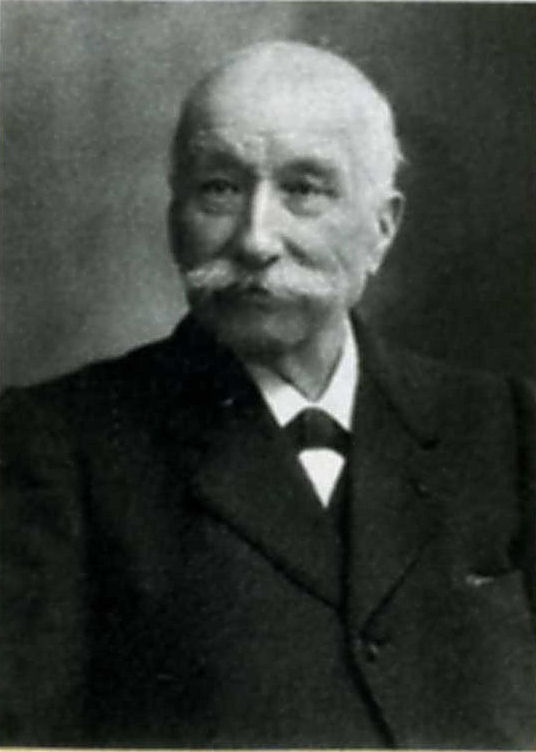
Clément Ader
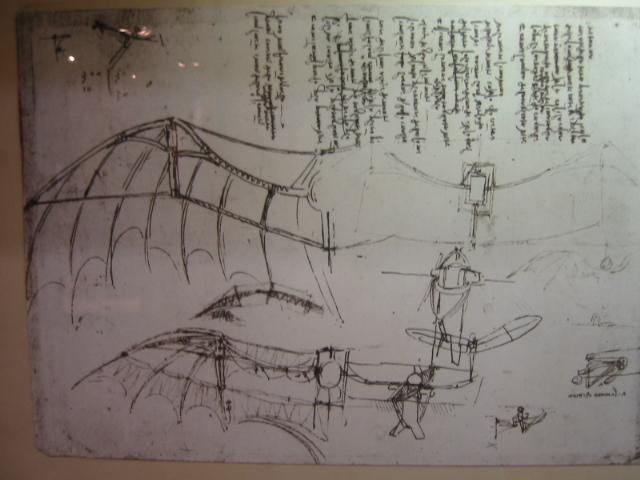
Diseño de una máquina voladora de Leonardo da Vinci en 1488
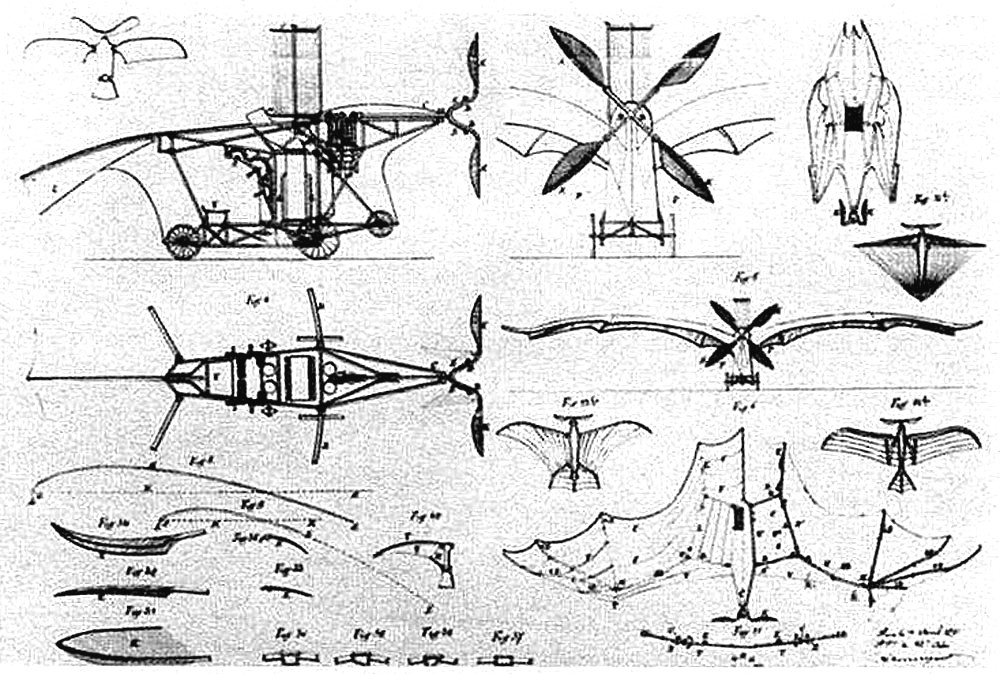
Dibujos del avión Eolo/Ader Avion I, 1890
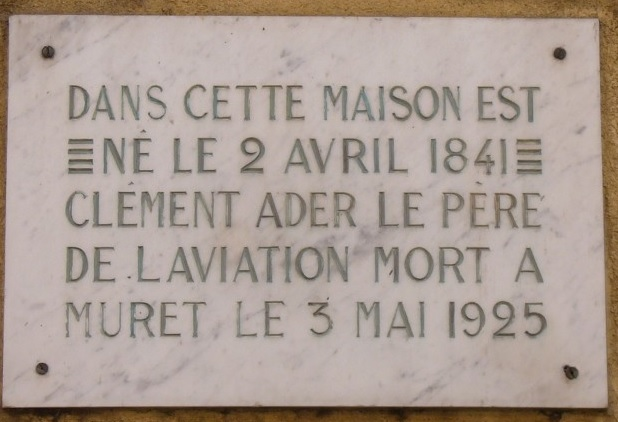
Placa conmemorativa

Comenzó su investigación con un velocípedo en 1868, un dirigible durante la Guerra franco-prusiana, un planeador en 1873. Entre 1882 y 1890 dejó su trabajo en la Compagnie des chemins de fer du Midi et du Canal latéral à la Garonne para dedicarse a la investigación aeronáutica continuando la investigación de la época sobre los ornitópteros biónicos entre otros de Leonardo da Vinci, Alphonse Pénaud, Guillaume Joseph Gabriel de La Landelle, George Cayley y los Hermanos Pereire, que financiaron el primer vuelo de Clément Ader. Este diseñó su primer «Avión I», el avión Eolo, con una estructura plegable de madera y bambú, un monoplano tipo murciélago recubierto de seda, con geometría modificable en vuelo mediante seis manivelas, hélice de cuatro palas en forma de pluma de pájaro. La aeronave está propulsada por un motor ligero, de 20 caballos de fuerza, de dos cilindros y alcohol-vapor de su diseño como combustible. 20 HP para 51 kg, mientras que el del Wright Flyer de 1903, de los Hermanos Wright, desarrolla 12 HP para 75 kg. Durante las pruebas del 9 de octubre de 1890, en el parque del Château d'Armainvilliers de los hermanos Pereire, al sureste de París, fue considerado por la Historia de la Aviación, como "el primer aerodino propulsado más pesado que el aire que se eleva de un terreno llano por la potencia de su motor solamente".

Musée des arts et métiers del Conservatoire national des arts et métiers de París
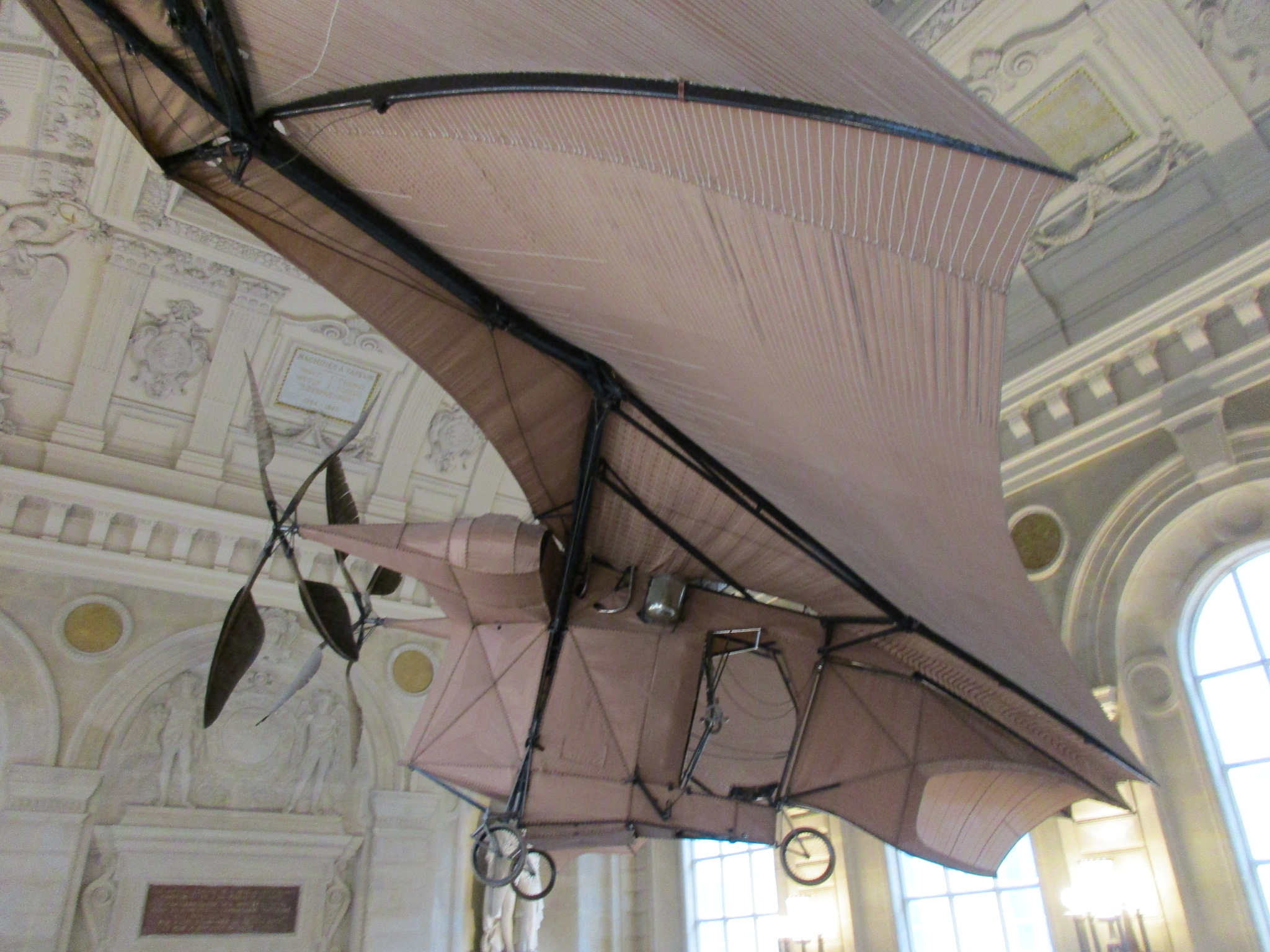
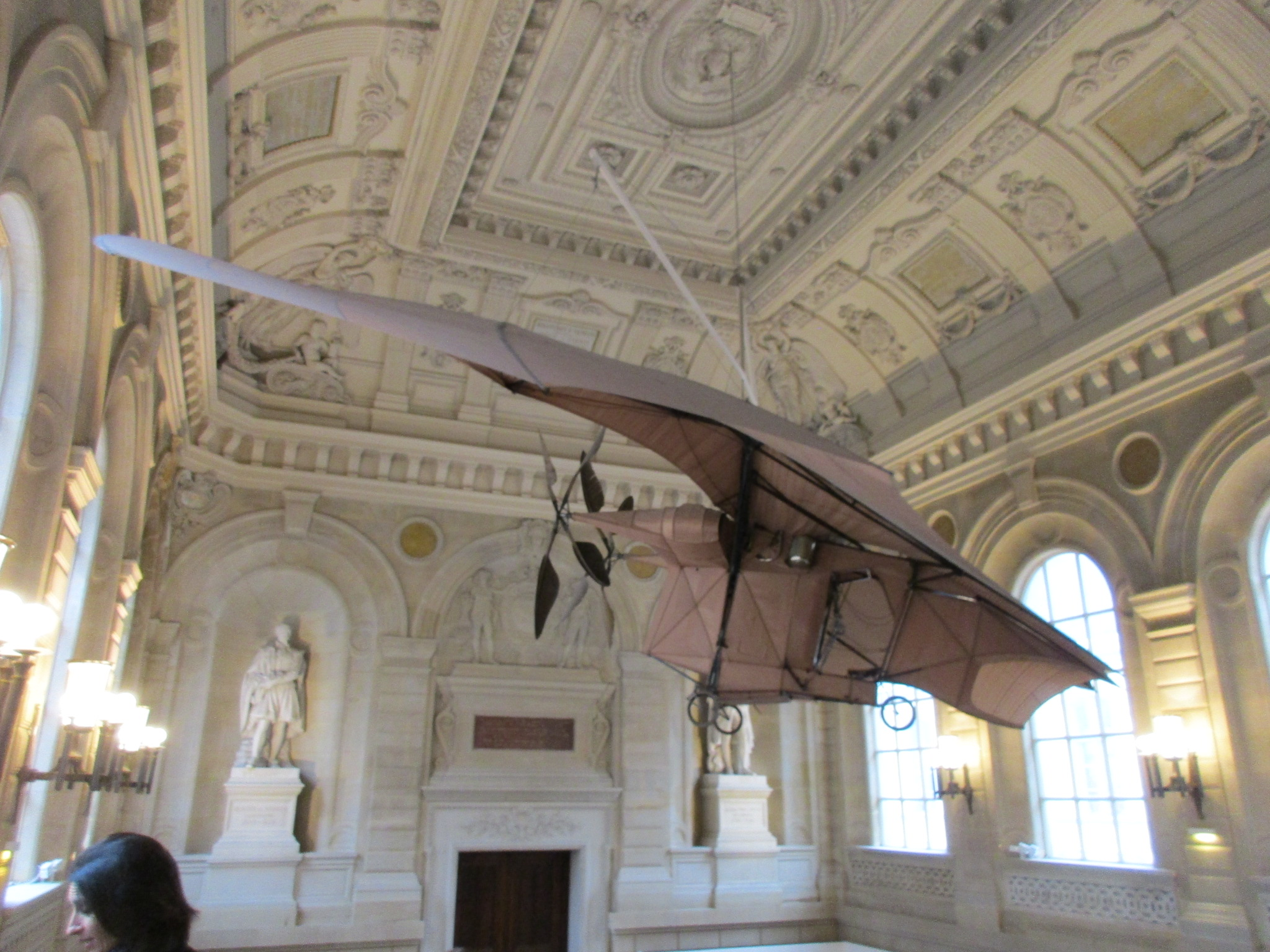
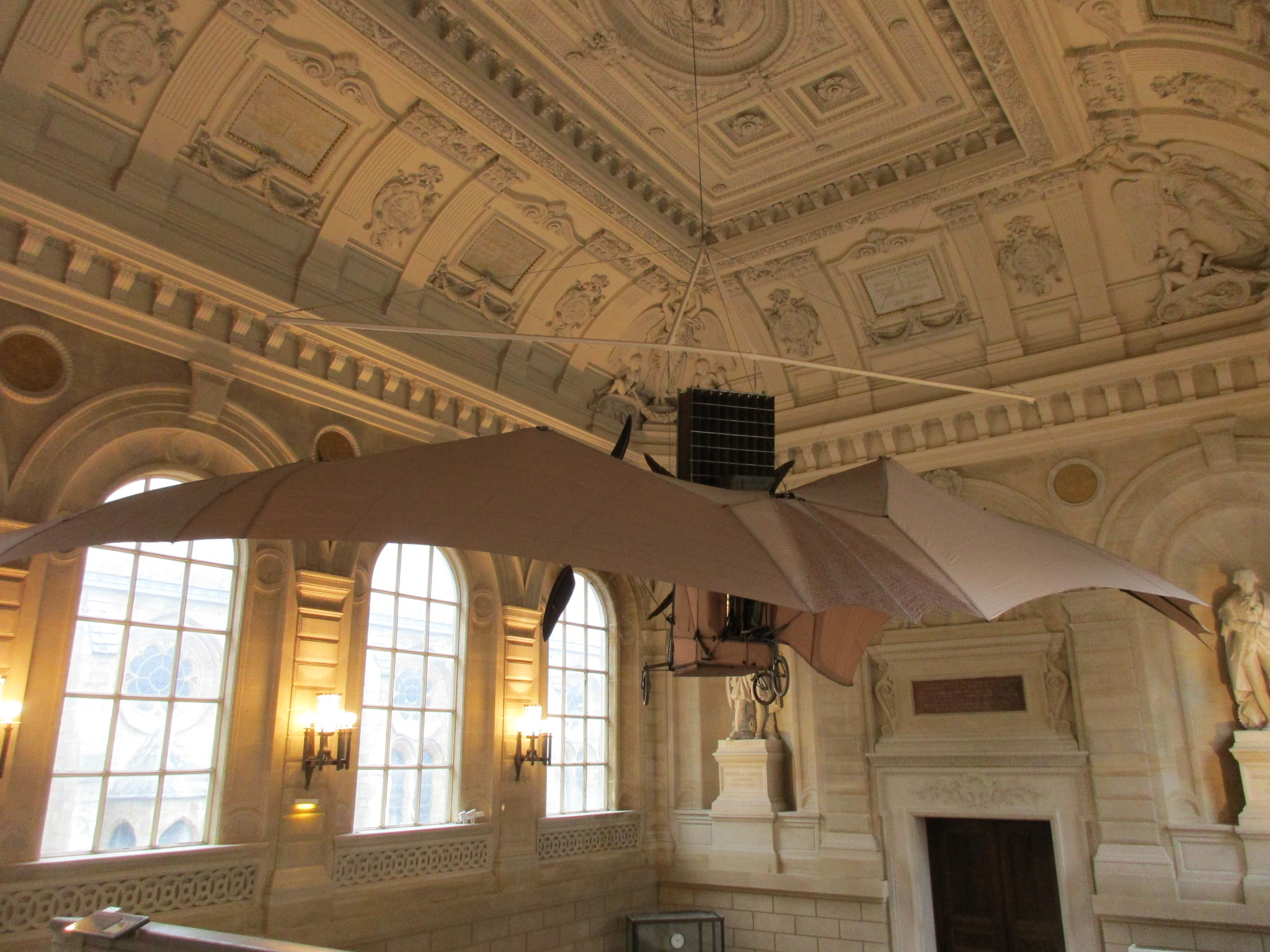
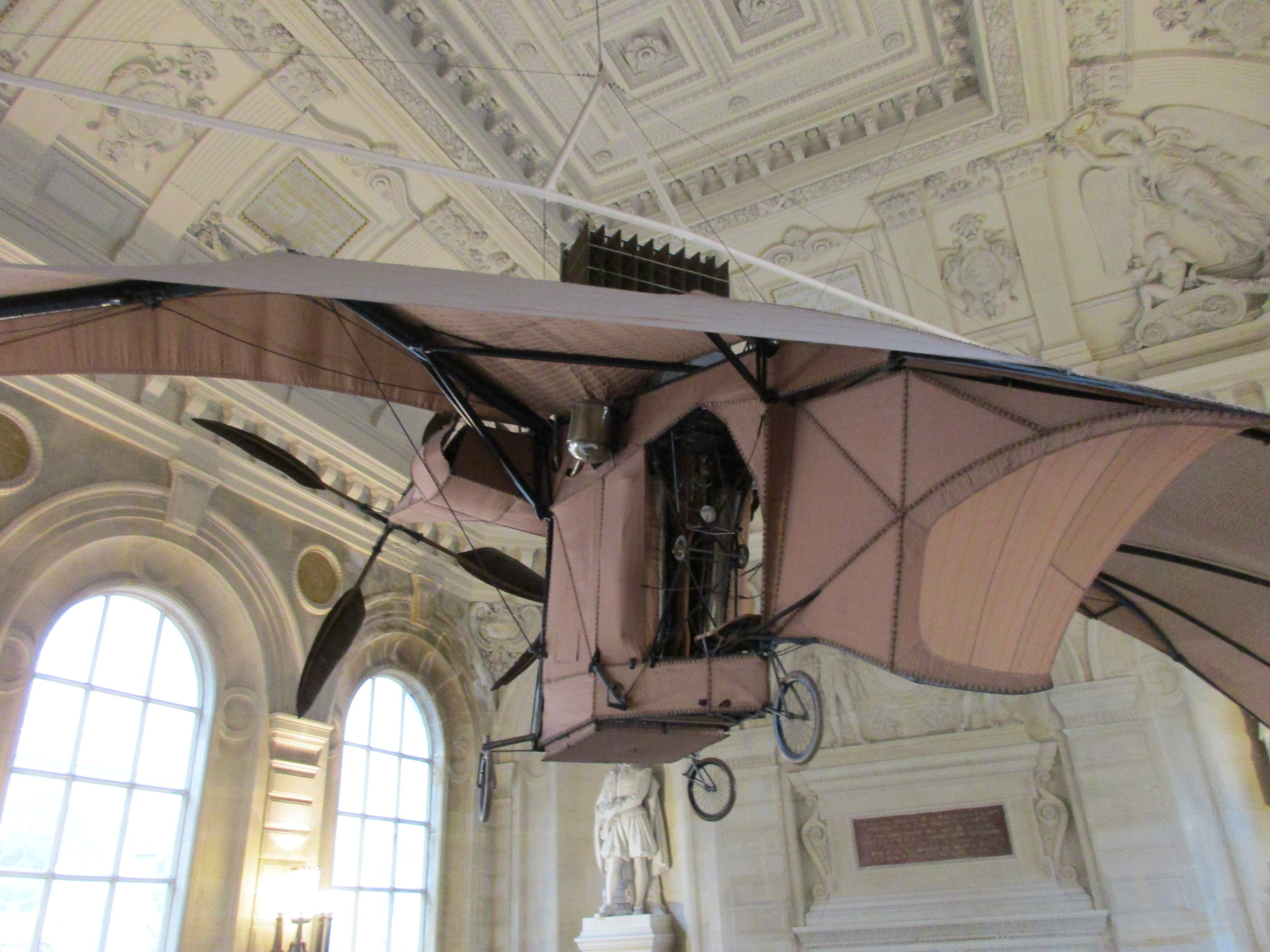
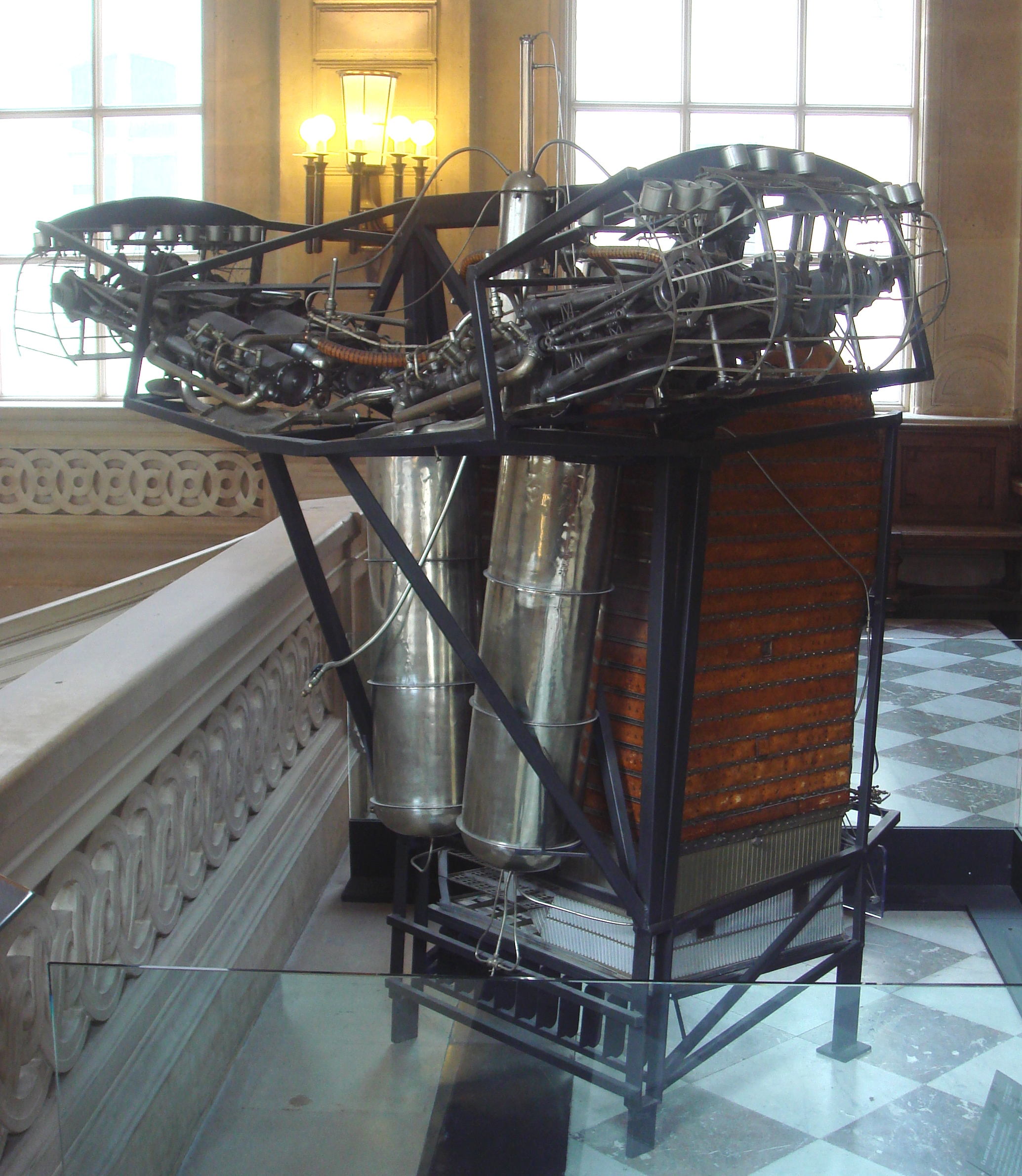
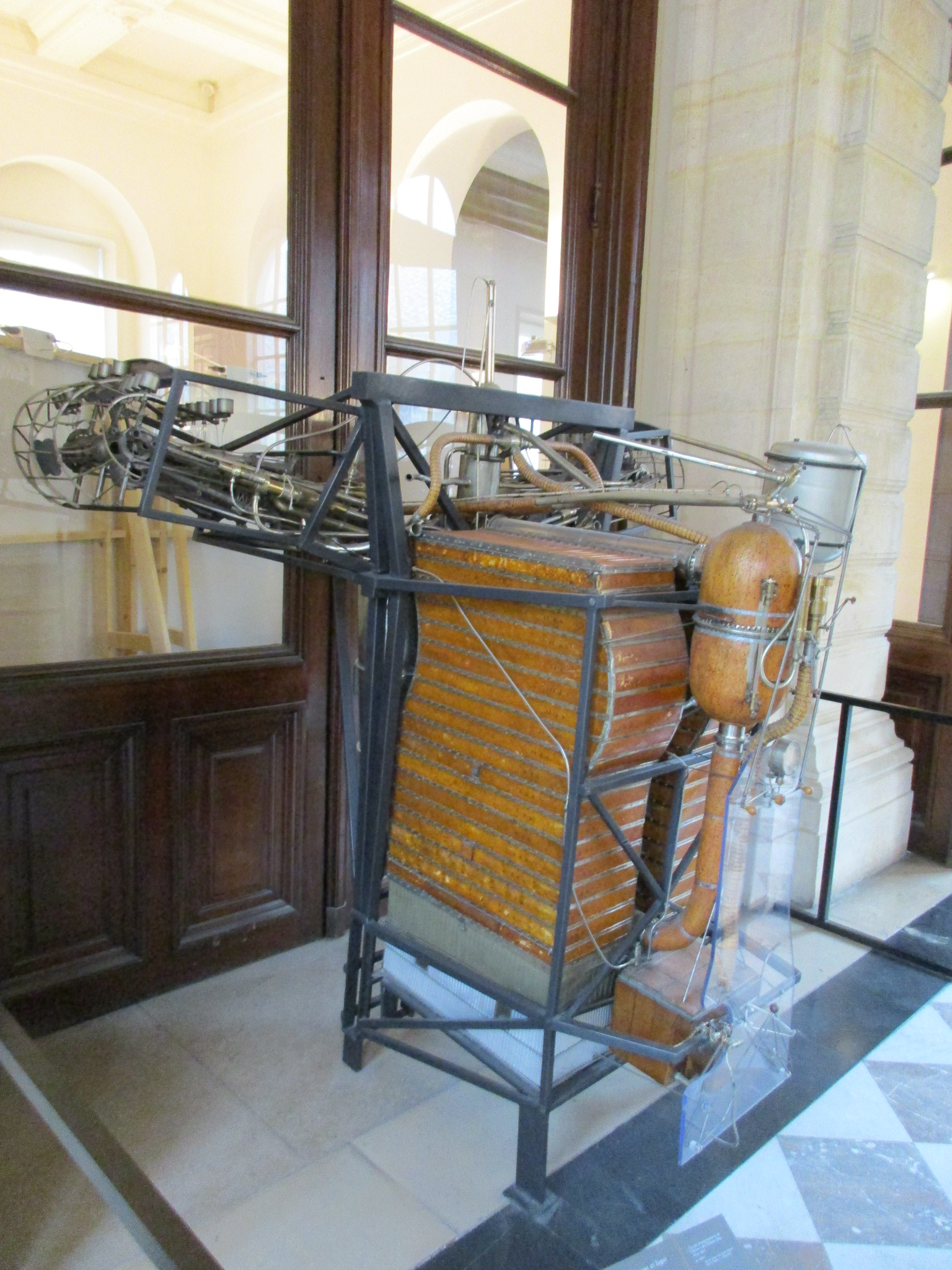

Interesado en el proyecto, el Ministerio de Defensa de Francia contactó con Ader, que hizo un segundo vuelo a bordo del Aeolus en septiembre de 1891. La demostración impresiona positivamente a los militares que piden un dispositivo más potente, con financiación y ejecución disponible en el aeródromo militar de Satory cerca de Versalles. Ader concibió el Ader Avion II de un solo asiento, un solo motor, pero pronto lo abandonó para diseñar este Ader Avion III/Eole III/Aquilon, bimotor de dos plazas, de doble hélice simétricas; las hélices pueden girar a diferentes velocidades para dirigir el avión hacia la derecha o hacia la izquierda, y un pequeño timón que se acciona con una cuerda).
El 12 y el 14 de octubre de 1897, la aeronave mal controlada rodó a lo largo de la pista circular de 450 m de diámetro del Satory Airfield , hizo un vuelo corto de 50 m a 20 cm por encima de la pista, dio la vuelta, y chocó  a unos 300 m con un daño grave. El Ministerio de Guerra canceló sus contratos con Ader y abandonó la costosa investigación aeronáutica, que obligó a Ader a detener la construcción de sus prototipos y su proyecto Avion IV impulsado por gas. Clasificado como secreto de defensa, los archivos militares del aeródromo militar de Satory se hicieron accesibles solo en la década de 1990.
Considerado un paso importante en el desarrollo de la aviación motorizada, Ader exhibió su avión en la Feria Mundial de 1900 en París, donde inspiró a jóvenes inventores como Gabriel Voisin. En 1902 el avión fue transferido al Museo de Artes y Oficios del Conservatorio Nacional de Artes y Oficios en París, donde ha estado expuesto desde entonces. Se sometió a una restauración importante en la década de 1980 .

## Especificaciones de aeronave

### Características generales
- Tripulación: Uno
- Longitud: 5,45 m
- Envergadura: 15,3 m
- Superficie alar: 37,95 m²
- Peso vacío: 246 kg
- Planta motriz: Uno× Vapor de alcohol «Ader» . cada uno.

### Rendimiento
- Velocidad nunca excedida (Vne):  50 km/h

- Datos: Q356358
- Multimedia: Ader Avion III / Q356358